# Svarttjärnen (Näs socken, Jämtland, 697700-144585)
Svarttjärnen är en sjö i Östersunds kommun i Jämtland och ingår i Ljungans huvudavrinningsområde.